# Fordek
Fordek, pokład dziobowy – powierzchnia pokładu statku w dziobowej części jednostki, znajdująca się nad forpikiem. Na żaglowcu fordek rozciąga się od dziobu do pierwszego masztu.